# Hallfreðr vandræðaskáld
Hallfreðr vandræðaskáld (« Hallfreðr l'ennuyeux »  en vieux norrois) aussi appelé Hallfredr Ottarsson, né vers 965 et mort vers 1007, est un scalde islandais présent à la cour de plusieurs personnages norvégiens dont le roi Olaf Tryggvason. 
C'est le protagoniste de la Hallfreðar saga qui raconte son parcours en tant que poète à la cour du jarl norvégien Håkon Sigurdsson, puis à celle du roi Olaf Ier de Norvège et enfin à celle du jarl Éric Håkonsson. 

Ses poèmes sont marqués par un mélange des croyances païennes et chrétiennes, témoignant de l'ancrage progressif des croyances chrétiennes dans les esprits : 
« Freyr le prince de Freya et Thor le puissant 

Doivent être courroucés contre moi ;  

L'an dernier renonçai-je à l'erreur de Njörd ;  

Que les monstres rendent hommage à Grimmir !  

Christ seul et Dieu je veux  

Invoquer de tout mon amour,  

je crains le courroux du Fils ;  

Il a le pouvoir renommé sous le père de la terre. »